# BBS
BBS je kratica za bulletin board system, slovensko elektronska oglasna deska.
Gre za programsko opremo in skupino računalnikov, ki omogočajo dostop do datotek in uporabo »konferenc«, podobnih novičarskim skupinam (USENET). Uporabniki so se povezovali z modemi, prebirali in zapisovali sporočila ter prenašali datoteke.
BBSi so bili aktualni od začetkov okrog leta 1980 do poznih devetdesetih, ko se je razširil svetovni splet.